# Львівська вірменсько-католицька архієпархія
49°50′36″ пн. ш. 24°01′51″ сх. д. / 49.8433° пн. ш. 24.0308° сх. д.
Львівська архиєпархія Вірменської католицької церкви (лат. Archieparchia Leopolitana Armenorum) — єпархія Вірменської католицької церкви з центром у Львові, безпосередньо підпорядкована Святому Престолу. Наразі вакантна. Після відновлення у 1991 році невелика львівська громада мала намір зробити кафедральним храмом Вірменський собор Львова, переданий 2000—2003 років Вірменській Апостольській Церкві. Станом на 2020 рік налічує 4 парафії, 3 з яких діючі, і 3 священиків. 

## Історія
1630 року львівський вірмено-григоріанський єпископ Миколай Торосович у храмі отців-кармелітів проголосив унію з Римом, 1635 року ствердив її у присутності Папи Урбана VIII і отримав титул архиєпископа.

## Ієрархи
| Латинські архієпископи-митрополити Львівські вірменського обряду (1630–1954) | Латинські архієпископи-митрополити Львівські вірменського обряду (1630–1954) | Латинські архієпископи-митрополити Львівські вірменського обряду (1630–1954) |
| ---------------------------------------------------------------------------- | ---------------------------------------------------------------------------- | ---------------------------------------------------------------------------- |
| Миколай Торосович                                                            | 1630 — 1681                                                                  |                                                                              |
| Вартан Гунанян                                                               | 1681 — 1715                                                                  | коад'ютор з 1675                                                             |
| Деодат Нерсесович                                                            |                                                                              | адміністратор 1681–1686, коад'ютор з 1698 до 1709                            |
| Ян Тобіаш Августинович                                                       | 1715 — 1751                                                                  | коад'ютор з 1711                                                             |
| Якуб Стефан Августинович                                                     | 1751 — 1783                                                                  | коад'ютор з 1736                                                             |
| Якуб Валеріан Туманович                                                      | 1783 — 1798                                                                  | коад'ютор з 1771                                                             |
| Ян Якуб Шимонович                                                            | 1801 — 1816                                                                  |                                                                              |
| Каєтан Августин Вартересевич                                                 | 1817 — 1831                                                                  |                                                                              |
| Самуель Кирило Стефанович                                                    | 1832 — 1858                                                                  |                                                                              |
| Григорій Михайло Шимонович                                                   | 1858 — 1875                                                                  | коад'ютор з 1857                                                             |
| Григорій Йосиф Ромашкан                                                      | 1876 — 1881                                                                  |                                                                              |
| Ісаак Миколай Ісакович                                                       | 1882 — 1901                                                                  |                                                                              |
| Йосиф Теофіл Теодорович                                                      | 1901 — 1938                                                                  |                                                                              |
| Діонісій Каєтанович                                                          | 1939 — 1954                                                                  | адміністратор                                                                |

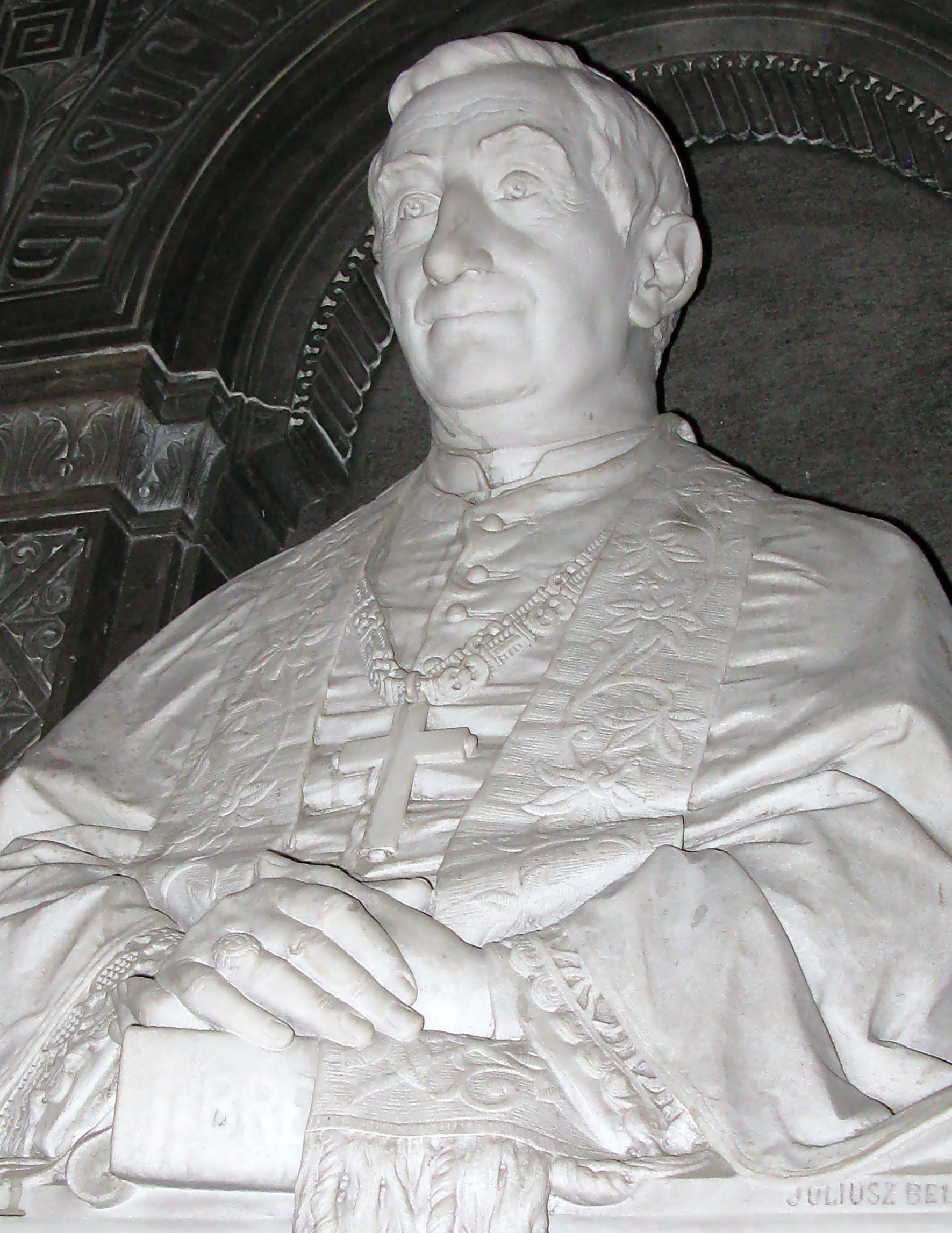
Ісаак Миколай Ісакович
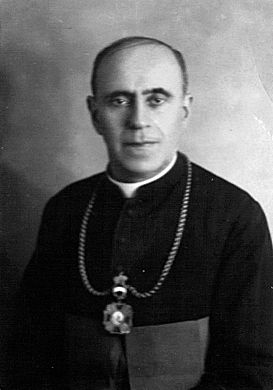
Діонісій Каєтанович